# Ивановка (Акмолинская область)
Ивановка (каз. Ивановка) — село в Зерендинском районе Акмолинской области Казахстана. Входит в состав Аккольского сельского округа. Код КАТО — 115633200.

## География
Село расположено на востоке района, в 48 км на северо-восток от центра района села Зеренда, в 5 км на юг от центра сельского округа села Акколь. Близ села проходит автодорога Р-14 (объездная Кокшетау).

### Улицы[2]
- ул. Кылшакты,
- ул. Мектеп,
- ул. Орталык.

### Ближайшие населённые пункты
- село Акколь в 5 км на севере,
- село Казахстан в 7 км на северо-востоке,
- город Кокшетау в 14 км на западе,
- село Уялы в 16 км на юге,
- село Молодёжное в 17 км на востоке.

## Население
В 1989 году население села составляло 294 человек (из них русских 50%).
В 1999 году население села составляло 338 человек (161 мужчина и 177 женщин). По данным переписи 2009 года, в селе проживали 244 человека (119 мужчин и 125 женщин).
| Численность населения | Численность населения | Численность населения |
| 1989                  | 1999                  | 2009                  |
| --------------------- | --------------------- | --------------------- |
| 294                   | ↗338                  | ↘244                  |